# 什皮科洛西 (克列梅涅茨區)
50°2′20″N 25°44′11″E / 50.03889°N 25.73639°E

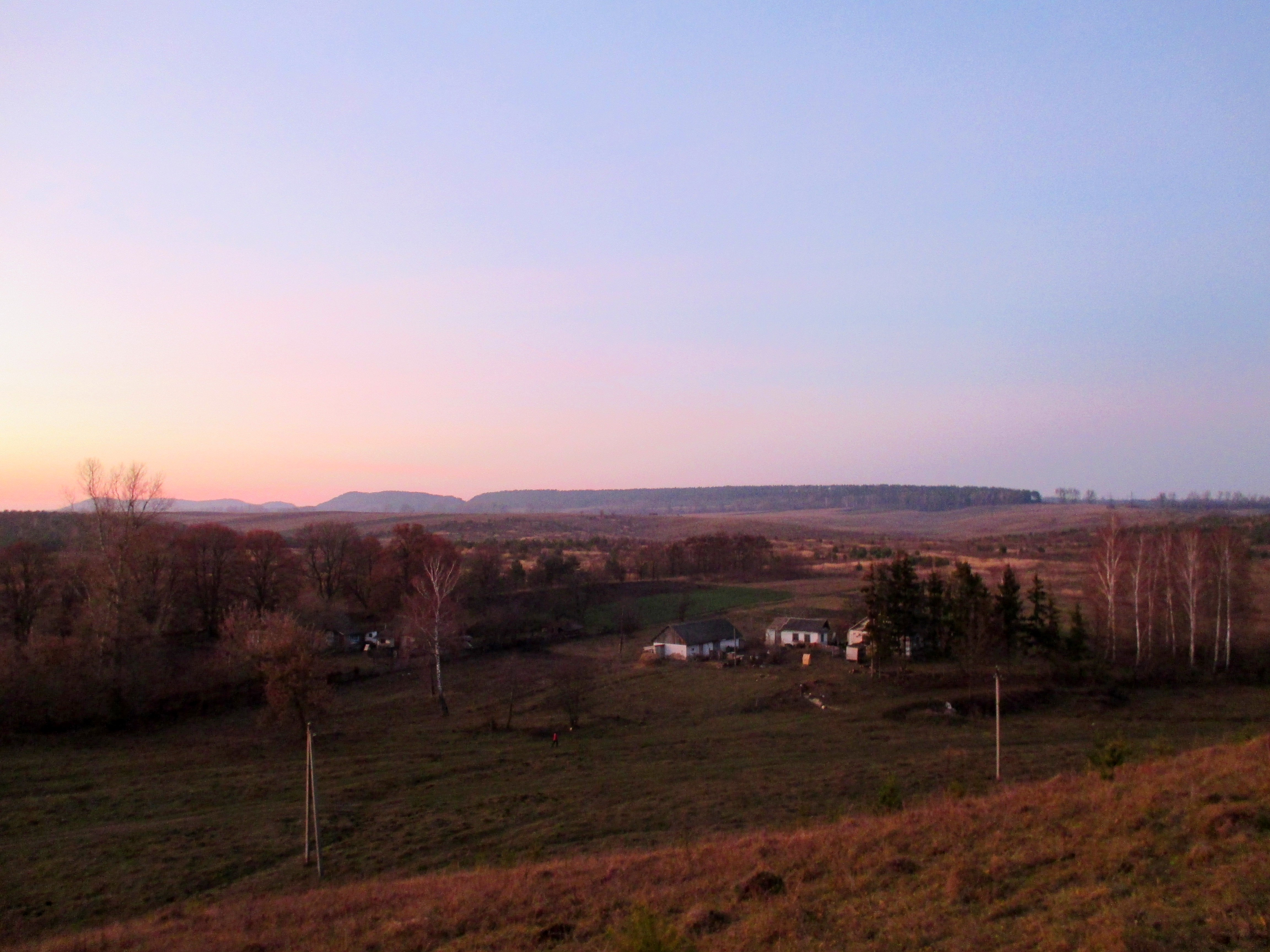

什皮科洛西（烏克蘭語：Шпиколоси）是位於烏克蘭西部泰爾諾皮爾州裏克列梅涅茨區的村莊，始建於1545年，面積21.7平方公里，2001年人口483，人口密度每平方公里22.2人。